# Case UFO di Sanzhi
Le case UFO di Sanzhi (三芝飛碟屋S, Sānzhī FēidiéwūP) sono un insieme di edifici abbandonati a forma di dischi e mai completati nel distretto di Sanzhi, Nuova Taipei, Taiwan. Gli edifici assomigliano ad abitazioni del futuro, alcuni esempi dei quali possono essere trovati altrove a Taiwan. Il sito in cui sono situati gli edifici era di proprietà dell'Hung Kuo Group.

## Costruzione e abbandono
Le case UFO furono costruite a partire dal 1978. Erano intese come luogo di villeggiatura in una parte della costa settentrionale adiacente a Tamsui e venivano commercializzate verso ufficiali militari statunitensi provenienti dalle loro postazioni in Asia orientale. Tuttavia, il progetto non è mai stato completato nel 1980 a causa di perdite di investimenti e diversi decessi per incidenti stradali e suicidi durante la costruzione, che si dice siano stati causati dall'azione sfortunata di sezionare la scultura del drago cinese situata vicino alle porte del resort per allargare la strada per gli edifici. Altre storie indicano che il sito era l'ex luogo di sepoltura dei soldati olandesi.
Gli edifici a forma di dischi sono diventati un'attrazione turistica minore in parte a causa della loro insolita architettura. Da allora le strutture sono state oggetto di un film, utilizzato come location da MTV per la cinematografia, fotografate da persone e divenuto argomento di discussioni online, descritto come una città fantasma o "rovine del futuro". Le case sono citate nel titolo di una traccia del LP Abandoned City del 2014 del pianista tedesco Hauschka.

## Demolizione
Gli edifici dovevano essere demoliti alla fine del 2008, nonostante una petizione online per conservare una delle strutture come museo. I lavori di demolizione sul sito sono iniziati il 29 dicembre 2008, con piani di riqualificazione del sito in un'attrazione turistica con hotel e strutture balneari.
Entro il 2010, tutte le case UFO furono demolite e il sito stava per essere convertito in una località balneare commerciale e in un parco acquatico.